# Ирландский национальный университет
Ирландский национальный университет (англ. National University of Ireland (NUI); ирл. Ollscoil na hÉireann) — союз университетов Ирландии. Он состоит из 4 университетов-учредителей и 5 колледжей и является самым крупным университетом Ирландии. Союз был основан в 1908 году законом «Irish Universities Act» вместо действовавшего с 1880 года Королевского университета Ирландии и в 1997 году существенно изменён законом «Universities Act». Университеты учредители по всем основным вопросам независимы друг от друга, за исключением степеней и дипломов, которые выдаются от имени национального университета со штаб-квартирой в Дублине.

## Состав университета
Образующими частями университета являются университеты в населённых пунктах Голуэй, Корк, Дублин и Мейнут.
Связанные колледжи:
- Королевский колледж хирургов в Ирландии
- Национальный колледж искусства и дизайна
- Миллтаунский институт теологии и философии
- Шеннонский колледж гостиничного управления
- Институт общественного управления

В прошлом в число связанных с национальным университетом колледжей входили
- Образовательный колледж непорочной Девы Марии (1975—1994)
- Национальный институт высшего образования, Лимерик (1976 −1977), ныне — Лимерикский университет
- Колледж нашей милосердной Леди, Кэрисфорт (1975—1988)
- Колледж святой Анджелы, Слайго (1978—2005) (вошёл в состав Ирландского национального университета)
- Образовательный колледж святого Патрика, Драмкондра (1975—1995).
- Колледж святого Патрика, Мейнот (1910—1997)
- Томондский образовательный колледж (1976—1977).

## Современное состояние
Для входящих в состав Ирландского национального университета учебных заведений существует общая структура из десяти факультетов:
- Сельское хозяйство
- Искусство
- Кельтские дисциплины
- Коммерция
- Инженерное дело и архитектура
- Пищевая промышленность
- Юриспруденция
- Медицина и здравоохранение
- Философия и социология
- Химия и ветеринарная медицина